# Roman Michałowski (historyk)
Roman Michałowski (ur. 29 lipca 1949 we Wrocławiu) – polski historyk mediewista.

## Życiorys
Absolwent historii Uniwersytetu Warszawskiego (1972). Doktorat (Przyjaźń i dar w społeczeństwie karolińskim w świetle translacji relikwii) i habilitacja (Princeps fundator. Studium z dziejów kultury politycznej w Polsce X-XIII wieku) tamże w 1979 i 1990. Otrzymał tytuł profesora nauk humanistycznych w 2006. Zatrudniony w Instytucie Historycznym UW od 1972; kolejno jako asystent stażysta, asystent, starszy asystent, adiunkt, profesor nadzwyczajny od 1994, profesor zwyczajny od 2008. Kierownik Zakładu Historii Średniowiecznej Instytutu Historycznego UW, pracuje też w Instytucie Historii PAN. Dyrektor Centre de Civilisation Polonaise na Uniwersytecie Paris IV i profesor Sorbony (1998–2001). Przewodniczący Rady Naukowej IH UW (2002–2008). Redaktor naczelny „Kwartalnika Historycznego” (2010–2020). Zajmuje się średniowieczem polskim i powszechnym ze szczególnym uwzględnieniem historii religii i kultury.

## Wybrane publikacje
- Princeps fundator. Studium z dziejów kultury politycznej w Polsce X-XIII wieku, Warszawa: UW 1989.
- Princeps fundator: studium z dziejów kultury politycznej w Polsce X - XIII wieku, Warszawa: Zamek Królewski 1993.
- (redakcja) Człowiek w społeczeństwie średniowiecznym, Warszawa: „DiG” 1997.
- Karolingowie [w:] Dynastie Europy, pod red. Antoniego Mączaka, Wrocław: Zakład Narodowy im. Ossolińskich 1997, s. 183–204.
- Galia merowińska [w:] Narodziny średniowiecznej Europy, pod red. Henryka Samsonowicza, Warszawa 1999.
- Zjazd Gnieźnieński. Religijne przesłanki powstania arcybiskupstwa gnieźnieńskiego, Wrocław: Wydawnictwo Uniwersytetu Wrocławskiego 2005.
- (redakcja) Europa barbarica, Europa christiana. Studia mediaevalia Carolo Modzelewski dedicata, Warszawa: Wydawnictwo DiG 2008.
- Historia powszechna. Średniowiecze, Warszawa: Wydawnictwo Naukowe PWN 2009.
- (redakcja) Kult świętych i ideał świętości w średniowieczu Warszawa: Wydawnictwo DiG 2011.